# Dissotis speciosa
Dissotis speciosa är en tvåhjärtbladig växtart som beskrevs av Paul Hermann Wilhelm Taubert. Dissotis speciosa ingår i släktet Dissotis och familjen Melastomataceae. Inga underarter finns listade i Catalogue of Life.